# Турбулентна течія

Схематичне зображення ламінарної (a) і турбулентної (b) течії в плоскому шарі

Турбулентність — тривимірний нестаціонарний рух рідини, в якому внаслідок розтягування вихорів створюється безперервний розподіл хаотичних пульсацій параметрів потоку (швидкості, тиску і т. д.) в інтервалі довжин хвиль від мінімальних, визначених в'язкими силами, до максимальних, що визначаються граничними умовами течії. (П. Бредшоу).
Турбулентність — невпорядкований рух, який в загальному випадку виникає в рідинах, газоподібних або крапельних середовищах, коли вони обтікають
непроникні поверхні або ж коли сусідні один з одним потоки однієї і тієї ж рідини рухаються поруч або проникають один в інший. (Т. Карман).
Турбулентний рух рідини передбачає наявність неврегульованої течії, в якій різні величини зазнають хаотичних змін у часі і по просторових координатах і при цьому можуть бути виділені статистично точні їх осереднені значення. (І. Хінце)
. Наочна ілюстрація різниці між турбулентною та ламінарною течією представлено в https://www.youtube.com/watch?v=9A-uUG0WR0w.

## Загальна характеристика

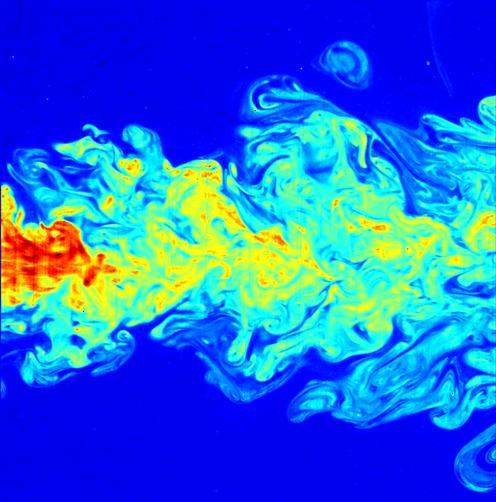
Візуалізація течії турбулентного струменя, зроблена лазерно-індукованою флуоресценцією. У струмені виставлено широкий діапазон масштабів довжини, важлива характеристика турбулентних потоків.

Науковий термін турбулентність  широко використовується в різних областях сучасної науки. Див. турбулентність(значення).
Турбулентним називається рух рідини (газу або плазми[джерело?]), що супроводжується утворенням вихорів.
Течія, що відбувається без утворення вихорів, називається ламінарною.
Критерієм турбулентності є досягнення числом Рейнольдса критичного значення:
Re = ρvl/µ,
де ρ — густина,
µ — коефіцієнт динамічної в'язкості, v — характерна швидкість течії рідини (газу), l — характерний розмір перешкод.
При малих значеннях числа Рейнольдса добуток характерної для течії швидкості плину на характерні розміри перешкод малий у порівнянні з в'язкістю. Тому завдяки в'язкості течія зберігає впорядковану структуру. При великих значеннях числа Рейнольдса рух рідини стає турбулентним.
Турбулентну течію маємо, коли число Re більше критичного значення. Для випадку течії води в круглій трубі Reкр = 2200. Це критичне значення числа Рейнольдса досить умовне і є результатом певного усереднення численних дослідів. У кожному конкретному випадку критичне значення числа Рейнольдса буде залежати від властивостей стінки труби та наявності початкових збурень у рідині на вході в трубу. Ламінарна течія спостерігається в дуже в'язких рідинах або за малої швидкості, а також при повільному обтіканні дуже в'язкою рідиною тіл малих розмірів. Зі збільшенням швидкості руху рідини (газу) ламінарна течія переходить у турбулентну.
Особливий характер руху частинок рідини в турбулентних течіях вимагає використання для статистичних підходів для визначення їх кількісних характеристик.
Турбулентність характеризується такими особливостями:
Іррегулярністьтурбулентні потоки завжди дуже нерівні. З цієї причини турбулентні проблеми, як правило, розглядаються статистично, а не детерміністично. Турбулентний потік є хаотичним. Проте не всі хаотичні течії бувають турбулентними.
Дифузійністьлегкодоступна поставка енергії в турбулентних потоках має тенденцію до прискорення гомогенізації (змішування) рідких сумішей. Характеристика, яка відповідає за посилення змішування та збільшення частот маси, імпульсу та транспорту енергії в потоці, називається «дифузійність». Турбулентна дифузія зазвичай описується турбулентним коефіцієнтом дифузії. Цей коефіцієнт турбулентного дифузії визначається в феноменологічному сенсі за аналогією з молекулярними дифузійними властивостями. Турбулентна дифузія є найпростішим підходом для кількісного аналізу турбулентних течій, і багато моделей були постульовані для її обчислення.
Завихреністьтурбулентні потоки мають ненульовий вихор і характеризуються сильним тривимірним механізмом вихору, який називається вихровий розтяг. У динаміці рідини вони по суті є вихорами, що піддаються розтягуванню, пов'язані з відповідним збільшенням компоненти завихрень в напрямку розтягування за рахунок збереження кутового моменту. З іншого боку, вихрове розтягнення є основним механізмом, за допомогою якого каскад енергії турбулентності спирається на встановлення структурної функції (Густина потоку енергії). Загалом, механізм розтягування передбачає зменшення вихорів у напрямку, перпендикулярному напряму розтягування завдяки збереженню обсягу елементів рідини. Внаслідок цього радіальна шкала довжини вихорів зменшується, і більші структури течії розпадаються на менші структури. Процес продовжується до тих пір, поки невеликі структури не будуть достатньо малими, щоб їх кінетична енергія могла бути перетворена молекулярною в'язкістю рідини в тепло. Саме тому турбулентність завжди є обертальною та тривимірною. Наприклад, атмосферні циклони є обертальними, але їх суто двомірні форми не дозволяють утворювати вихор і тому не бурхливі. З іншого боку, океанічні потоки є дисперсними, але суттєво не обертальними і тому не бурхливі.
Дисипаціядля підтримки турбулентного потоку потрібне стійке джерело енергії, оскільки турбулентність швидко розсіюється, кінетична енергія перетворюється на внутрішню енергію за рахунок в'язкого зсувного стресу. Турбулентність спричиняє формування вихорів різних масштабів довжини. Більша частина кінетичної енергії турбулентного руху міститься у великомасштабних структурах. Енергетичні «каскади» від цих великомасштабних структур до менш масштабних структур за допомогою інерційного і по суті інвазивного механізму. Цей процес триває, створюючи менші та менші структури, що створює ієрархію вихорів. Зрештою цей процес створює структури, які є досить малими, щоб молекулярна дифузія стала важливою, і, нарешті, відбувається в'язке розсіювання енергії. Масштаб, за яким це відбувається, — Колмогорівський масштаб.
Через це енергетичний каскад турбулентного потоку може бути реалізований як суперпозиція спектру коливань швидкості потоку та вихорів середнього потоку. Вихори визначаються як когерентні закономірності швидкості потоку, завихреності і тиску. Турбулентні потоки можуть розглядатися як генеровані та ієрархічні вихори в широкому діапазоні масштабів довжини, а ієрархія може бути описана енергетичним спектром, який вимірює енергію в коливаннях швидкості потоку для кожної довжини (хвильове число). Масштаби в енергетичному каскаді, як правило, неконтрольовані і сильно несиметричні. Однак, на основі цих масштабів довжини ці вихри можна розділити на три категорії.
Масштаби турбулентності
Інтегральний масштаб часу
інтегральний масштаб часу для лагранжевого потоку можна визначити як:
{\displaystyle T=\left({\frac {1}{<u'u'>}}\right)\int _{0}^{\infty }<u'u'(\tau )d\tau }
де u '- це коливання (пульсація) швидкості, a {\displaystyle \tau } часове запізнення між вимірами.
Метричні масштаби турбулентностіНайбільші масштаби в енергетичному спектрі. Ці вихори отримують енергію від середнього потоку, а також один від одного. Отже, це енергетичні вихори, які містять більшу частину енергії. Вони мають великі коливання швидкості потоку і мають низьку частоту. Інтегральні масштаби довжини високо анізотропні і визначаються в термінах нормованих двоточкових кореляцій швидкості потоку. Максимальна довжина цих шкал обмежується характеристичною довжиною апарата. Наприклад, найбільший інтегральний масштаб довжини трубного потоку дорівнює діаметру труби (максимальний масштаб турбулентності). У випадку атмосферної турбулентності ця довжина може досягати порядку декількох сотень кілометрів. Інтегральні масштаби довжини можуть бути визначені як:
{\displaystyle L=\left({\frac {1}{<u'u'>}}\right)\int \limits _{0}^{\infty }<u'u'(r)>dr}
де r — відстань між двома точками вимірювання, а u '- коливання швидкості в тому ж напрямку.

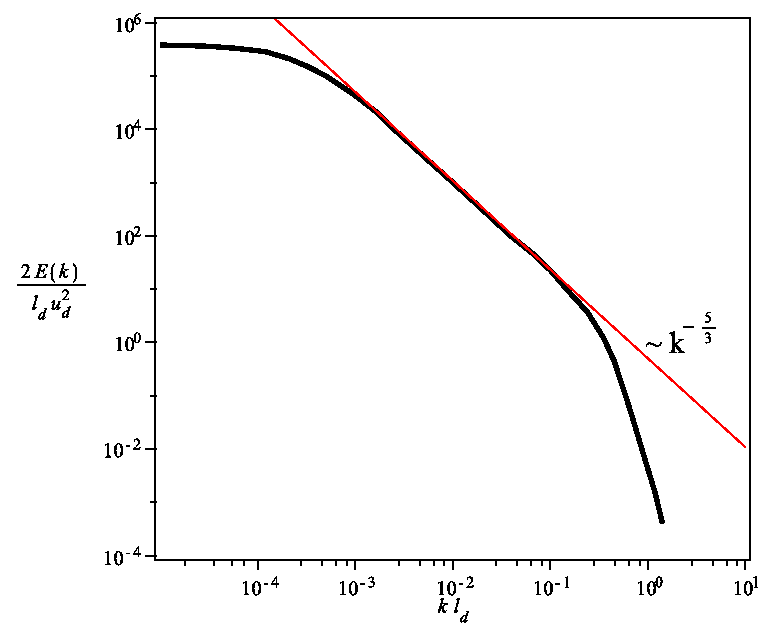
Spectre de la turbulence

Колмогорівський масштаб
Колмогорівський масштаб — найменші масштаби в спектрі, які утворюють в'язкий діапазон підшарів. У цьому діапазоні дисипація енергії мікротурбулентних потоків залежить від в'язкості середовища. Малі масштаби турбулентності мають високу частоту, що обумовлює локальну турбулентність, ізотропність та однорідність.
Тейлорівський масштаб
Тейлорівський масштаб — проміжні масштаби між найбільшими і найменшими масштабами, які відповідають інерційному підрівню. Масштаби (мікромасштаби) Тейлора не є дисипативною шкалою, у вихорах цього рівня енергія передається від найбільшого до найменшого вихора без розсіювання. Деякі автори не розглядають масштаби Тейлора як характеристичну шкалу довжини вихорів і вважають, що їх каскад енергії містить лише найбільші та найменші масштаби.
Більш докладна презентація турбулентності з акцентом на виклад чисел Рейнольдса, призначена для загального читання фізиків і прикладних математиків, викладена в статтях Бензі та Фріша and by Falkovich.
Крім того, є багато масштабів метеорологічних рухів; в цьому контексті турбулентність впливає на дрібні рухи.

## Теоретичні підходи
Для теоретичного опису турбулентності застосовуються різні підходи.
- При статистичному підході вважається, що турбулентність породжує сукупність вихрових елементів різних розмірів[11].

- Іншим підходом є метод спектрального аналізу, який доповнює статистичний підхід[12].

Турбулентні потоки розраховують за деякими середніми за часом і просторово розрахунковими параметрам течії, які називають усередненими. Пульсаційною добавкою швидкості називають різницю між істинною швидкістю v' в точці vточ і усередненою швидкістю νсер.:
v' = vточ — νсер.
Пульсаційні добавки швидкості мають позитивні і негативні значення і є функціями часу і координат, причому ці функції є випадковими функціями. У ряді важливих практичних завдань з достатнім наближенням можна вважати, що вони підкоряються нормальному закону Гауса про розподіл ймовірності.

## Характеристики турбулентності[14]
- Перша основна характеристика турбулентності — інтенсивність турбулентності[13]
- Друга основна характеристика турбулентності — масштаби турбулентності
- Третя основна характеристика турбулентності — функція F(k) розподілу кінетичної енергії пульсацій по частотах k цих пульсацій у часі.[15]

## Цікаво
За апокрифічною історією, Вернера Гейзенберга запитали, про що він попросить Бога, якщо видасться така можливість. Його відповідь була наступною: «Коли я зустрінуся з Богом, збираюся поставити йому два запитання: щодо теорії відносності і турбулентності. Я дійсно вірю, що отримаю відповідь на перше[джерело?].»